# Lijst van vierde symfonieën
Dit is een (incomplete) lijst van vierde symfonieën al dan niet verschenen onder de titel.

## A
| Componist             | Jaar voltooiing | Volledige titel                         | Opmerking                                                     |
| --------------------- | --------------- | --------------------------------------- | ------------------------------------------------------------- |
| Erkki Aaltonen        | 1959            | Symfonie nr. 4                          | geen discografie                                              |
| Lev Abeliovitsj       | 1969            | Symfonie nr. 4                          |                                                               |
| Jean Absil            | 1969            | Symfonie nr. 4 opus 142                 | geen discografie                                              |
| Samuel Adler          | 1967            | Symfonie nr. 4 Geometrics               | geen discografie                                              |
| Kalevi Aho            | 1973            | Symfonie nr. 4                          |                                                               |
| Karel Albert          | 1966            | Symfonie nr. 4                          | geen discografie                                              |
| Liana Alexandra       | 1984            | Symfonie nr. 4 opus 28                  | geen discografie                                              |
| Hugo Alfvén           | 1918            | Symfonie nr. 4 opus 39 Seaward Skerries |                                                               |
| William Alwyn         | 1959            | Symfonie nr. 4                          | première 26 augustus 1959                                     |
| Anton Jørgen Andersen | 1903            | Symfonie nr. 4                          | première in Stockholm                                         |
| Iosif Andriasov       | -               | Symfonie nr. 4                          | onvoltooid                                                    |
| Mihail Andricu        | 1954            | Symfonie nr. 4                          | geen discografie                                              |
| Hendrik Andriessen    | 1954            | Symfonie nr. 4                          | première 8 december 1954                                      |
| Jurriaan Andriessen   | 1963            | Symfonie nr. 4 Aves                     | geen discografie                                              |
| George Antheil        | 1939 1943       | Symfonie nr. 3 Symfonie nr. 4           | zijn 4e: première onbekend zijn 5e: première 13 februari 1944 |
| Denis ApIvor          | 1985            | Symfonie nr. 4                          | geen discografie                                              |
| Boris Arapov          | 1977            | Symfonie nr. 4                          | geen discografie                                              |
| Richard Arnell        | 1948            | Symfonie nr. 4 opus 52                  | première 29 november 1948                                     |
| Blaz Arnic            | 1948            | Symfonie nr. 4                          | geen discografie                                              |
| Malcolm Arnold        | 1960            | Symfonie nr. 4 opus 71                  | première 2 november 1960                                      |
| Daniel Asia           | 1993            | Symfonie nr. 4                          |                                                               |
| Kurt Atterberg        | 1918            | Symfonie nr. 4 opus 14 Sinfonia Piccola | première 1919                                                 |

## B
| Componist            | Jaar voltooiing | Volledige titel                                | Opmerking                                                           |
| -------------------- | --------------- | ---------------------------------------------- | ------------------------------------------------------------------- |
| Grazyna Bacewicz     | 1953            | Symfonie nr. 4                                 | première 15 januari 1954                                            |
| Henk Badings         | 1943            | Symfonie nr. 4                                 | première 13 oktober 1947                                            |
| August Baeyens       | 1952            | Symfonie nr. 4                                 | geen discografie                                                    |
| Feliksas Bajoras     | 1984            | Symfonie nr. 4 Sinfonia Diptikas               |                                                                     |
| Leonardo Balada      | 1992            | Symfonie nr. 4 Lausanne                        | première 7 december 1992                                            |
| Osvaldas Balakauskas | 1998            | Symfonie nr. 4                                 |                                                                     |
| Vytautas Barkauskas  | 1984            | Symfonie nr. 4                                 | geen discografie                                                    |
| James Barnes         | 1999            | Symfonie nr. 4 opus 103 Yellowstone Portraits  | voor symfonieorkest bewerking voor harmonieorkest, opus 103b, 2001  |
| Justinas Basinskas   | 1973            | Symfonie nr. 4 The Bells                       | geen discografie                                                    |
| Leonid Basjmakov     | 1977            | Symfonie nr. 4                                 | première 8 december 1977                                            |
| Stanley Bate         | 1955            | Symfonie nr. 4                                 | première 20 november 1955                                           |
| Arnold Bax           | 1931            | Symfonie nr. 4                                 | première 16 februari 1932                                           |
| Irwin Bazelon        | 1965            | Symfonie nr. 4                                 | wacht anno 2010 nog op eerste uitvoering                            |
| Conrad Beck          | 1928            | Symfonie nr. 4 Concert voor orkest             |                                                                     |
| John J. Becker       | ?               | Symfonie nr. 4                                 | geen discografie                                                    |
| Ludwig van Beethoven | 1806            | Symfonie nr. 4 opus 60                         | première 22 december 1808                                           |
| William Henry Bell   | 1927            | Symfonie nr. 4 A South African Symphony        | première 1 maart 1928                                               |
| Victor Bendix        | 1906            | Symfonie nr. 4 opus 16                         |                                                                     |
| Niels Viggo Bentzon  | 1948            | Symfonie nr. 4 opus 55                         |                                                                     |
| Natanael Berg        | 1918            | Symfonie nr. 4 Pezzo sinfonico                 | première 20 maart 1919                                              |
| Lennox Berkeley      | 1977            | Symfonie nr. 4                                 |                                                                     |
| Hector Berlioz       | 1840            | Grande Symphonie funèbre et triomphale, op. 15 | première 28 juli 1840                                               |
| Franz Berwald        | 1848            | Symfonie nr. 4 De naïve                        |                                                                     |
| Easley Blackwood     | 1977            | Symfonie nr. 4                                 | première 22 november 1978 geen discografie                          |
| Erik Blomberg        | 1973            | Symfonie nr. 4                                 |                                                                     |
| Luigi Boccherini     | 1775            | Symfonie nr. 4                                 |                                                                     |
| Seóirse Bodley       | 1991            | Symfonie nr. 4                                 | première 21 juni 1991                                               |
| Revol Boenin         | 1959            | Symfonie nr. 4                                 | geen discografie                                                    |
| William Bolcom       | 1986            | Symfonie nr. 4 The Rose                        | première 13 maart 1987                                              |
| Daniel Börtz         | 1981            | Symfonie nr. 4                                 |                                                                     |
| Will Gay Bottje      | 1956            | Symfonie nr. 4                                 | voor harmonieorkest geen discografie                                |
| Derek Bourgeois      | 1978            | Symfonie nr. 4 Wine Symphony                   |                                                                     |
| Merrill Bradshaw     | 1968            | Symfonie nr. 4                                 | geen discografie                                                    |
| Robert J. Bradshaw   | >2000           | Symfonie nr. 4 Sinfonia Sacra                  | geen discografie                                                    |
| Johannes Brahms      | 1858            | Symfonie nr. 4 opus 98                         | première 25 oktober 1858                                            |
| Luc Brewaeys         | 1992            | Symfonie nr. 4 Kinetzyphonie                   | geen discografie                                                    |
| Havergal Brian       | 1933            | Symfonie nr. 4 Das Siegeslied                  | première 13 oktober 1974                                            |
| Brenton Broadstock   | 1995            | Symfonie nr. 4 Born form Good Angel's tears    |                                                                     |
| Sten Broma           | 1966            | Symfonie nr. 4                                 | première 17 november 1966 Detroit Symphony Orchestra Sixten Ehrling |
| Anton Bruckner       | 1874            | Symfonie nr. 4 De romantische                  | Er zijn meerder versies                                             |
| Fridrich Bruk        | 1961-2001       | Symfonie nr. 4                                 | première 29 september 2005                                          |
| Fritz Brun           | 1874            | Symfonie nr. 4                                 |                                                                     |
| Gunnar Bucht         | 1959            | Symfonie nr. 4 opus 21                         | première 3 april 1959                                               |
| Alan Bush            | 1983            | Symfonie nr. 4 opus 98 Lascaux                 | première 25 maart 1986                                              |
| Arthur Butterworth   | 1986            | Symfonie nr. 4 opus 72                         |                                                                     |
| Max Butting          | 1942            | Symfonie nr. 4 opus 42                         |                                                                     |
| Paul Büttner         | 1918            | Symfonie nr. 4                                 | première 18 maart 1919                                              |

## C
| Componist                  | Jaar voltooiing | Volledige titel               | Opmerking                                   |
| -------------------------- | --------------- | ----------------------------- | ------------------------------------------- |
| Edwin Carr                 | 1991            | Symfonie nr. 4                | première 23 september 1993                  |
| Tatjana Chadov             | 1988            | Symfonie nr. 4                | geen discografie                            |
| Raymond Chevreuille        | ?               | Symfonie nr. 4                | geen discografie                            |
| Johann Cilencek            | 1958            | Symfonie nr. 4                |                                             |
| Philip Greeley Clapp       | 1918            | Symfonie nr. 4                | diverse malen gereviseerd; geen discografie |
| Muzio Clementi             | ?               | Symfonie                      | ongenummerde symfonie                       |
| Gloria Coates              | 1984            | Symfonie nr. 4 Chiarascuro    |                                             |
| James Cohn                 | 1956            | Symfonie nr. 4 opus 29        |                                             |
| Frederic Shepherd Converse | <1940           | Symfonie nr. 4                | geen discografie                            |
| Paul Cooper                | 1975            | Symfonie nr. 4 Landscape      |                                             |
| Frank Corcoran             | 1996            | Symfonie nr. 4                |                                             |
| Henry Cowell               | 1947            | Symfonie nr. 4 Short symphony | geen discografie                            |
| Frederic Hymen Cowen       | 1884            | Symfonie nr. 4 Wales          | geen discografie                            |
| Paul Creston               | 1951            | Symfonie nr. 4 opus 52        | première 30 januari 1952                    |
| Dmitrie Cuclin             | 1944            | Symfonie nr. 4                | geen discografie                            |
| Carl Czerny                | ?               | Symfonie nr. 4                | geen discografie                            |

## D
| Componist                    | Jaar voltooiing | Volledige titel                         | Opmerking |
| ---------------------------- | --------------- | --------------------------------------- | --- |
| Charles Dakin                | 1985            | Symfonie nr. 4                          | |
| Ikuma Dan                    | 1965            | Symfonie nr. 4                          | 30 minuten; orkestratie: 1 pic, 2 fl, 2 hb, alth 2 kl, baskl, 2 fg, contrafagot, 6 hrns, 3 tp, 4 tb, tuba, pauken, 2 perc, harp, strijkinstrumenten |
| Gyula Dávid                  | 1970            | Symfonie nr. 4                          | geen discografie |
| Johann Nepomuk David         | 1948            | Symfonie nr. 4 opus 39                  | première 13 oktober 1949 |
| David Diamond                | 1945            | Symfonie nr. 4                          | |
| Caspar Diethelm              | 1971            | Symfonie nr. 4 Hommage aan Joseph Haydn | |
| Jan van Dijk                 | ?               | Symfonie nr. 4                          | |
| Karl Ditters von Dittersdorf | -               | Symfonie nr. 4                          | Samen met andere gepubliceerd |
| Désiré Dondeyne              | 1999            | Symphonie nr. 4                         | voor harmonieorkest |
| Cornelis Dopper              | 1905            | Symfonie nr. 4 Sinfonietta              | geen discografie |
| Andrew Downes                | 1996            | Symfonie nr. 4 opus 59                  | harmonieorkest |
| Felix Draeseke               | 1912            | Symfonie nr. 4 Sinfonia Comica          | première 6 februari 1914 |
| Rihards Dubra                | 1996            | Kleine symfonie nr. 4                   | |
| Jef van Durme                | ?               | Symfonie nr. 4                          | |
| Antonín Dvořák               | 1874            | Symfonie nr. 4 opus 13                  | première 6 april 1892 |

## E
| Componist              | Jaar voltooiing | Volledige titel                                 | |
| ---------------------- | --------------- | ----------------------------------------------- | --- |
| Heinrich Karl Ebell    | ?               | Symfonie nr. 4                                  | Samen met andere gepubliceerd |
| Ross Edwards           | 2002            | Symfonie nr. 4 Star Chant                       | |
| Stewart Hylton Edwards | 1987            | Symfonie nr. 4                                  | |
| Cecil Effinger         | 1952            | Symfonie nr. 4 opus 54                          | Voor koor en orkest première 2 december 1952 Denver Symphony Orchestra dirigent: Saul Caston koor van University of Colorado                                                                    |
| Klaus Egge             | 1967            | Symfonie nr. 4 opus 30 Sinfonia sopra BACH-EGGE | première: 28 maart 1968 Detroit; 30 min; orkestratie: 1 pic, 2 fl, 2 hb, alth 2 kl, baskl, 2 fg, contrafagot, 4 hrns, 3 tp, 3 tb, 1 tuba, pauken, perc, harp, celesta, piano strijkinstrumenten |
| Ernst Eichner          | ?               | Symfonie nr. 4                                  | Samen met andere gepubliceerd |
| Hans Eklund            | 1974            | Symfonie nr. 4 In memoriam Hjalmar Branting     | |
| Anders Eliasson        | 2005            | Symfonie nr. 4                                  | première 12 januari 2007 |
| John Lodge Ellerton    | ?               | Symfonie nr. 4                                  | |
| George Enescu          | 1928-1939       | Symfonie nr. 4                                  | onvoltooid |
| Einar Englund          | 1976            | Symfonie nr. 4 Nostalgische                     | |
| Eduard Erdmann         | ?               | Symfonie opus 20                                | niet gepubliceerd |
| Andrej Eshpai          | 1981            | Symfonie nr. 4 Balletsymfonie                   | |

## F
| Componist               | Jaar voltooiing | Volledige titel                                  |                                                                              |
| ----------------------- | --------------- | ------------------------------------------------ | ---------------------------------------------------------------------------- |
| John Fernström          | 1930            | Symfonie nr. 4 opus 20                           | geen discografie                                                             |
| Ferrer Ferrán           | 2011            | Symfonie nr. 4 El Coloso                         | voor harmonieorkest                                                          |
| Anton Filtz             | ?               | Symfonie nr. 4                                   | geen discografie                                                             |
| Adrian Vernon Fish      | 1983            | Symfonie nr. 4                                   |                                                                              |
| Paul Le Flem            | 1974            | Symfonie nr. 4                                   |                                                                              |
| Josef Bohuslav Foerster | 1904            | Symfonie nr. 4 Paasavond                         |                                                                              |
| Johan Franco            | ca 1950         | Symfonie nr. 4                                   | geen discografie                                                             |
| Lars Åke Franke-Blom    | 2009            | Symfonie nr. 4 The Pope                          |                                                                              |
| Benjamin Frankel        | 1966            | Symfonie nr. 4 opus 44                           | première 12 februari 1971                                                    |
| Luís de Freitas Branco  | 1952            | Symfonie nr. 4                                   | première 24 mei 1956                                                         |
| Peter Racine Fricker    | 1966            | Symfonie nr. 4 opus 43 In Memoriam Matyas Seiber | première 14 februari 1967 City of Birmingham Symphony Orchestra Hugo Rignold |
| Charles Fussell         | ?               | Symfonie nr. 4                                   | geen discografie                                                             |

## G
| Componist                | Jaar voltooiing | Volledige titel             | Opmerking                                                                          |
| ------------------------ | --------------- | --------------------------- | ---------------------------------------------------------------------------------- |
| Niels Gade               | 1851            | Symfonie nr. 4 opus 50      | première 16 november 1851                                                          |
| Ahmed Gadzhiev           | 1956            | Symfonie nr. 4 Lenin        |                                                                                    |
| Hans Gál                 | 1973            | Symfonie nr. 4 opus 105     | première 1975 Edinburgh                                                            |
| Fritz Geißler            | 1967            | Symfonie nr. 4              |                                                                                    |
| Harald Genzmer           | 1990            | Symfonie nr. 4              |                                                                                    |
| Roberto Gerhard          | 1967            | Symfonie nr. 4 New York     |                                                                                    |
| Friedrich Gernsheim      | 1895            | Symfonie nr. 4 opus 62      | première 21 januari 1896                                                           |
| Vittorio Gianini         | 1959            | Symfonie nr. 4              |                                                                                    |
| Don Gillis               | 1946            | Symfonie nr. 4 The Pioneers |                                                                                    |
| Ruth Gipps               | 1972            | Symfonie nr. 4 opus 61      |                                                                                    |
| Louis Glass              | 1907            | Symfonie nr. 4 opus 36      |                                                                                    |
| Philip Glass             | 1996            | Symfonie nr. 4              |                                                                                    |
| Werner Wolf Glaser       | 1943            | Symfonie nr. 4              |                                                                                    |
| Daniel Glaus             | 2004            | Vierte Sephiroth-Symphonie  |                                                                                    |
| Aleksandr Glazoenov      | 1893            | Symfonie nr. 4 opus 48      | première 22 januari 1894                                                           |
| Felix Glonti             | 1971            | Symfonie nr.4               |                                                                                    |
| Roger Goeb               | 1954            | Symfonie nr. 4              | première onbekend                                                                  |
| Friedrich Goldman        | 1988            | Symfonie nr. 4              |                                                                                    |
| Andrei Golovin           | 1992            | Symfonie nr. 4              |                                                                                    |
| Jevgeni Goloebev         | 1947            | Symfonie nr. 4 opus 28      |                                                                                    |
| Henryk Górecki           | 2010            | Symfonie nr. 4              | première 17 april 2010 vervallen                                                   |
| François-Joseph Gossec   | ?               | Symfonie nr. 4              | samen met anderen                                                                  |
| Frederic Goossen         | 1985            | Symfonie nr. 4              | première 4 februari 1986 Tuscaloosa (Alabama)                                      |
| Morton Gould             | 1952            | Symfonie nr. 4 West Point   |                                                                                    |
| Louis Théodore Gouvy     | 1855            | Symfonie nr. 4              |                                                                                    |
| Ulf Grahn                | 2007            | Symfonie nr. 4              |                                                                                    |
| Johnny Grandert          | 1974            | Symfonie nr. 4              | première 29 november 1975 Zweeds Radio Symfonieorkest Per-Åke Andersson 22 minuten |
| Manfred Gräsbeck         | ?               | Symfonie nr. 4              | geen discografie                                                                   |
| Kurt Graunke             | 1977            | Symfonie nr. 4              |                                                                                    |
| Christoph Graupner       | ?               | Symfonie nr. 4              | samen met anderen                                                                  |
| Jay Greenberg            | ?               | Symfonie nr. 4              | de componist was toen jonger dan 12 jaar                                           |
| Aleksandr Gretsjaninov   | 1927            | Symfonie nr. 4 opus 102     | première 9 april 1942                                                              |
| Louis Gruenberg          | ?               | Symfonie nr. 4              |                                                                                    |
| Mozart Camargo Guarnieri | 1963            | Symfonie nr. 4 Brasilia     |                                                                                    |
| Christopher Gunning      | 2007            | Symfonie nr. 4              |                                                                                    |
| Manfred Gurlitt          | 1939            | Symfonie nr. 4 Goya         | Tokio 1943                                                                         |
| Gene Gutschë             | 1960            | Symfonie nr. 4 opus 30      |                                                                                    |
| Adalbert Gyrowetz        | ?               | Symfonie nr. 4              | samen met anderen                                                                  |

## H
| Componist               | Jaar voltooiing | Volledige titel                                                        | Opmerking                                                                           |
| ----------------------- | --------------- | ---------------------------------------------------------------------- | ----------------------------------------------------------------------------------- |
| Henry Kimball Hadley    | 1911            | Symfonie nr. 4 opus 60                                                 |                                                                                     |
| Richard Hall            | 1956            | Symfonie nr. 4                                                         |                                                                                     |
| Eivind Hallnäs          | 2005            | Symfonie nr. 4                                                         |                                                                                     |
| Eero Hämeenniemi        | 2004            | Symfonie nr. 4                                                         | première 14 maart 2007                                                              |
| Asger Hamerik           | 1889            | Symfonie nr. 4 opus 35                                                 |                                                                                     |
| Iain Hamilton           | 1981            | Symfonie nr. 4                                                         |                                                                                     |
| Howard Hanson           | 1943            | Symfonie nr. 4 opus 34                                                 |                                                                                     |
| John Harbison           | 2003            | Symfonie nr.4                                                          | voor Seattle Symphony Orchestra                                                     |
| Ross Harris             | 2011            | Symfonie nr. 4 Mahinārangi Tocker                                      | première 7 april 2011                                                               |
| Roy Harris              | 1939            | Symfonie nr. 4 Folk Song Symphony                                      | première 26 april 1940                                                              |
| Lou Harrison            | ?               | Symfonie nr. 4 The Last                                                | Er volgde nog nummer 5                                                              |
| Stephen Hartke          | 2010            | Symfonie nr. 4                                                         | première Los Angeles 5 juni 2010 Los Angeles Philharmonic Orchestra Gustavo Dudamel |
| Walter S. Hartley       | 1965            | Symfonie nr. 4                                                         | voor harmonieorkest                                                                 |
| Emil Hartmann           | 1893            | Symfonie nr. 4 opus 49                                                 |                                                                                     |
| Karl Amadeus Hartmann   | 1948            | Symfonie nr. 4 voor strijkinstrumenten                                 | première 2 april 1948                                                               |
| Joseph Haydn            | 1761            | Symfonie nr. 4                                                         |                                                                                     |
| Michael Haydn           | 1763            | Symfonie nr. 4                                                         |                                                                                     |
| Lennart Hedwell         | 2008            | Symfonie nr. 4 Sinfonia seria                                          |                                                                                     |
| Paavo Heininen          | 1971            | Symfonie nr. 4 opus 27                                                 | première 4 september 1972                                                           |
| Oscar van Hemel         | 1962            | Symfonie nr. 4                                                         | première 15 mei 1962                                                                |
| Albert Henneberg        | 1931            | Symfonie nr. 4 Pathetique                                              |                                                                                     |
| Hans Werner Henze       | 1955            | Symfonie nr. 4                                                         |                                                                                     |
| Johann von Herbeck      | ?               | Symfonie nr. 4                                                         |                                                                                     |
| Åke Hermanson           | 1983            | Symfonie nr. 4 Oceanus                                                 |                                                                                     |
| Jacques Hétu            | ?               | Symfonie nr. 4                                                         |                                                                                     |
| Alfred Hill             | 1955            | Symfonie nr. 4 Pursuit of Happiness                                    |                                                                                     |
| Paul Hindemith          | 1946            | Symfonia serena                                                        | geen nummering                                                                      |
| Alun Hoddinott          | 1970            | Symfonie nr. 4 opus 70                                                 |                                                                                     |
| Sidney Hodkinson        | ?               | Symfonie nr. 4 Horae Canonica A symphony in eight parts for two choirs |                                                                                     |
| Franz Anton Hoffmeister | ?               | Symfonie nr. 4                                                         | samen met anderen                                                                   |
| Richard Hol             | 1889            | Symfonie nr. 4                                                         |                                                                                     |
| Joseph Holbrooke        | 1928            | Symfonie nr. 4 The Little One-Hommage aan Schubert                     |                                                                                     |
| Hans Holewa             | 1980            | Symfonie nr. 4                                                         | première 7 juni 1984                                                                |
| Vagn Holmboe            | 1941            | Symfonie nr. 4 Sinfonia Sacra                                          | première 11 september 1945                                                          |
| Ignaz Holzbauer         | ?               |                                                                        |                                                                                     |
| Arthur Honegger         | 1946            | Symfonie nr. 4 Deliciae Basilienses                                    |                                                                                     |
| Alan Hovhaness          | 1950 1958       | Symfonie nr. 9 opus 180 Symfonie nr. 4 opus 165                        | qua tijd componeren qua uitgeven                                                    |
| Hans Huber              | 1905            | symfonie nr. 4 Romantische; Der Geiger vom Gmünd                       |                                                                                     |

## I
| Componist                 | Jaar voltooiing | Volledige titel                             |                                                           |
| ------------------------- | --------------- | ------------------------------------------- | --------------------------------------------------------- |
| Toshi Ichiyangi           | 1994            | Symfonie nr. 4 Recollection of Reminiscence |                                                           |
| Shin’ichirō Ikebe         | 1990            | Symfonie nr. 4                              | première 1990 - NHK Symphony Orchestra o.l.v. Yuzo Toyama |
| Lauri Ikonen              | 1943            | Symfonie nr.4 Sinfonia concentrata          |                                                           |
| Boyan Georgiev Ikonomov   | 1972            | Symfonie nr. 4                              |                                                           |
| Hristo Iliev              | ?               | Symfonie nr. 4                              |                                                           |
| Konstantin Iliev          | 1984            | Symfonie nr. 4                              |                                                           |
| Angel Illarramendi        | 1993            | Symfonie nr. 4 De Naïve                     | zangstem en orkest                                        |
| Kamran Ince               | 2000            | Symfonie nr. 4 Sardis                       |                                                           |
| Alexander Iossifov        | 1975            | Symfonie nr. 4                              |                                                           |
| Brain Israel              | 1984            | Symfonie nr. 4                              |                                                           |
| Nikolaj Ivanov-Radkevitsj | ?               | Symfonie nr. 4                              |                                                           |
| Janis Ivanovs             | 1941            | Symfonie nr. 4 Atlantis                     | koor en orkest                                            |
| Charles Ives Charles Ives | 1916 1918       | A Holiday Symphony Symfonie nr. 4           | Er zit een ongenummerde symfonie tussen                   |

## J
| Componist         | Jaar voltooiing | Volledige titel                |                           |
| ----------------- | --------------- | ------------------------------ | ------------------------- |
| Gösta Jahn        | 1973            | Symfonie nr. 4                 | ook versie voor orgel     |
| Åke Johansson     | 1984            | Symfonie nr. 4 opus 25 Oceanus | première 19 december 1984 |
| Björn Johansson   | 1956            | Symfonie nr. 4                 |                           |
| Marinus de Jong   | ?               | Symfonie nr. 4                 |                           |
| Wilfred Josephs   | 1976            | Symfonie nr. 4                 |                           |
| Julius Juzeliunas | 1974            | Symfonie nr. 4                 |                           |

## K
| Componist                | Jaar voltooiing | Volledige titel                                                                 | Opmerking                         |
| ------------------------ | --------------- | ------------------------------------------------------------------------------- | --------------------------------- |
| Dmitri Kabalevski        | 1956            | Symfonie nr. 4 opus 54                                                          |                                   |
| Miloslav Kabelac         | 1958            | Symfonie nr. 4 opus 36 Kamersymfonie                                            |                                   |
| Jouni Kaipainen          | 2009            | Symfonie nr. 4 opus 93 Commedia                                                 | 25 september 2009                 |
| Viktor Kalabis           | 1972            | Symfonie nr. 4                                                                  |                                   |
| Johann Nepomuk Kalcher   |                 | Symfonie nr. 4                                                                  |                                   |
| Jan Václav Kalivoda      | 1936            | Symfonie nr. 4 opus 60                                                          |                                   |
| Imants Kalniņš           | 1972            | Symfonie nr. 4 Rock Symphony                                                    |                                   |
| Jānis Kalniņš            | 1977            | Symfonie nr. 4                                                                  |                                   |
| Edvin Kallstenius        | 1954            | Symfonie nr. 4 Sinfonia a fresco                                                |                                   |
| Gia Kantsjeli            | 1974            | Symfonie nr. 4 Michelangelo                                                     | première 13 januari 1975          |
| Jan Kapr                 | 1958            | Symfonie nr. 4 CHF 11                                                           |                                   |
| Alemdar Karamanov        | 1956            | Symfonie nr. 4 Mei                                                              |                                   |
| Nikolaj Karetnikov       | 1963            | Symfonie nr. 4 opus 17                                                          |                                   |
| Maurice Karkoff          | 1963            | Symfonie nr. 4 opus 69                                                          |                                   |
| Leif Kayser              | 1963            | Symfonie nr. 4                                                                  |                                   |
| Rudolf Kelterborn        | 1986            | Symfonie nr. 4                                                                  |                                   |
| Wojciech Kilar           | 2005            | Symfonie nr. 4 "Sinfonia de motu" voor sopraan, bariton, gemengd koor en orkest |                                   |
| John Kinsella            | 1991            | Symfonie nr. 4 Vier Provincies                                                  |                                   |
| Richard Kittler          | 1993            | Symfonie nr. 4                                                                  |                                   |
| Otto Klemperer           | ?               | Symfonie nr. 4                                                                  |                                   |
| Paul von Klenau          | ?               | Symfonie nr. 4 Dantesymfonie                                                    |                                   |
| August Klughardt         | 1897            | Symfonie nr. 4 opus 57                                                          |                                   |
| Lev Knipper              | 1933            | Symfonie nr. 4 opus 41 Komsomol vechter                                         |                                   |
| Erland von Koch          | 1952-1953/1962  | Symfonie nr. 4 "Sinfonia seria", op. 51                                         |                                   |
| Joonas Kokkonen          | 1971            | Symfonie nr. 4                                                                  |                                   |
| Paul Kont                | 1983            | Symfonie nr. 4 "Den Liebenden"                                                  | voor tenor, vrouwenkoor en orkest |
| Herman D. Koppel         | 1946            | Symfonie nr. 4 opus 42                                                          |                                   |
| Peter Jona Korn          | 1989-1990       | Symfonie nr. 4 "Ahasver"                                                        |                                   |
| György Kósa              | 1934            | Symfonie nr. 4 Mozes                                                            |                                   |
| Boris Kosjevnikov        | 1967            | Symfonie nr. 4                                                                  | voor harmonieorkest               |
| Jevgeni Kostisyn         | ?               | Symfonie nr. 4                                                                  |                                   |
| Hans Kox                 | 2000            | Symfonie nr. 4 - "Tasmanian Symphony"                                           |                                   |
| Leopold Antonín Koželuh  | ?               | ongenummerde symfonieën                                                         |                                   |
| Joseph Martin Kraus      | ?               | ongenummerde symfonieën                                                         |                                   |
| Iša Krejčí               | 1967            | Symfonie nr. 4                                                                  |                                   |
| Ernst Křenek             | 1947            | Symfonie nr. 4 opus 113                                                         |                                   |
| Franz Krommer            | ?               | ongenummerde symfonieën                                                         |                                   |
| Johann Baptist Krumpholz | ?               | ongenummerde symfonieën                                                         |                                   |
| Joseph Küffner           | ?               | Symfonie nr. 4 in c mineur, op. 141                                             |                                   |

## L
| Componist                    | Jaar voltooiing | Volledige titel                              | |
| ---------------------------- | --------------- | -------------------------------------------- | --- |
| Joseph-Barnabé Saint--Sévin  | ?               | Symfonie nr. 4                               | |
| Franz Lachner                | 1834            | Symfonie nr. 4 in E majeur                   | |
| Ignaz Lachner                | ?               | Symfonie nr. 4                               | |
| Vincenz Lachner              | ?               | Symfonie nr. 4                               | |
| Ezra Laderman                | 1980            | Symfonie nr. 4                               | voor koperblazers en orkest |
| László Lajtha                | 1951            | Symfonie nr. 4 opus 52 Le Printemps          | |
| Jean Lambrechts              |                 | Symfonie nr. 4                               | |
| Giovanni Battista Lampugnani | ?               | Symfonie nr. 4                               | |
| Serge Lancen                 | 1967            | Mini-symfonie                                | voor harmonieorkest première 26 oktober 1968 |
| Marcel Landowski             | 1988            | Symfonie nr. 4                               | première: 15 oktober 1988, Parijs, Théâtre des Champs-Élysées, Orchestre National de France o.l.v. Georges Prêtre                                                                              |
| Benjamin Lang                | ?               | Symfonie nr. 4                               | |
| István Láng                  | 1983            | Symfonie nr. 4                               | |
| Rued Langgaard               | 1916            | Symfonie nr. 4 Het vallen der bladeren       | première 17 december 1917 |
| Libby Larsen                 | 1998            | Symfonie nr. 4 "Strijkers Symfonie"          | voor strijkorkest |
| Wim Lasoen                   | 1995            | Symfonie nr. 4 "Ramayana Trimurti"           | voor slagwerkensemble |
| Henri Lazarov                | 1996            | Symfonie nr. 4 In celebration                | |
| Benjamin Lees                | 1985            | Symfonie nr. 4                               | première: 10 oktober 1985, Dallas, McFarlin Auditorium |
| Kenneth Leighton             | 1988            | Symfonie nr. 4                               | onvoltooid |
| Friedrich Leinert            |                 | Symfonie nr. 4                               | |
| Aubert Lemeland              |                 | Symfonie nr. 4                               | |
| Francisek Lessel             | ?               | Symfonie nr. 4                               | |
| Ernst Lévy                   | ?               | Symfonie nr. 4                               | |
| Jules Levy                   | 1984            | Symfonie nr. 4 Burlesque                     | voor blaasorkest |
| Robert Hall Lewis            | 1990            | Symfonie nr. 4                               | |
| Ulrich Leyendeceker          | 1997            | Symfonie nr. 4                               | |
| Boris Liatosjinsky           | 1963            | Symfonie nr. 4 opus 63                       | |
| Peter Joseph von Lindpainter | ?               | Symfonie nr. 4                               | |
| George Lloyd                 | 1945            | Symfonie nr. 4 The Arctic                    | première 1981 |
| Jonathan Lloyd               | 1988            | Symfonie nr. 4                               | |
| Aleksandr Loksjin            | 1968            | Symfonie nr. 4 Sinfonia stretta              | |
| Nicolaj Lopatnikoff          | ?               | Symfonie nr. 4                               | |
| Hilmar Luckhardt             | 1969            | Symfonie nr. 4                               | |
| Zdeněk Lukáš                 | 1965            | Symfonie no. 4, op. 47                       | première: 4 november 1968 in het huis van kunstenaars (Domě umělců) door het Symfonický orchestr Československého rozhlasu (Symfonieorkest van de Tsjechische omroep Praag) o.l.v. Alois Klíma |
| Pawel Łukaszewski            | 2016            | Symfonie no. 4 Genade van God                | première: 3 maart 2016; geschreven voor solisten, koor en orkest. |
| Ray E. Luke                  | ?               | Symfonie nr. 4                               | |
| Martin Lunssens              | ?               | Symfonie nr. 4 Symphonie en mémoire de Haydn | |
| Torbjörn Lundquist           | 1974-1985       | Symfonie nr. 4                               | première 7 november 1985 Göteborg Symfonie Orkest Sixten Ehrling |
| Ralph Lundsten               | 1986            | Symfonie nr. 4 En sommarsaga                 | |
| Witold Lutosławski           | 1992            | Symfonie nr. 4                               | premiere 5 februari 1993 |

## M
| Componist                        | Jaar voltooiing | Volledige titel                                         |                                                                       |
| -------------------------------- | --------------- | ------------------------------------------------------- | --------------------------------------------------------------------- |
| Ami Maayani                      | 1982            | Symfonie nr. 4 Symfonie op populaire Hebreeuwse thema’s | première 25 januari 1983 Tel Aviv Israel Sinfonietta Mendi Rodan      |
| George Macfarren                 | 1834            | Symfonie in F ?                                         |                                                                       |
| James MacMillan                  | 2015            | Symfonie nr. 4                                          | première 3 augustus 2015                                              |
| Tadeusz Machl                    | 1954            | Symfonie nr. 4                                          |                                                                       |
| Trygve Madsen                    |                 | Symfonie nr. 4                                          |                                                                       |
| Olga Magidenko                   | 1986            | Symfonie nr. 4 opus 24 Kinderen                         |                                                                       |
| Albéric Magnard                  | 1913            | Symfonie nr. 4 opus 21                                  |                                                                       |
| Gustav Mahler                    | 1901            | Symfonie nr. 4                                          | première 25 november 1901                                             |
| Boris Maizel                     | ?               | Symfonie nr. 4                                          |                                                                       |
| Kiril Makedonski                 | ?               | Symfonie nr. 4                                          |                                                                       |
| Pierre van Maldere               | ?               | Symfonie nr. 4                                          | als onderdeel van anderen                                             |
| Gian Francesco Malipiero         | 1946            | Symfonie nr. 4 In Memoriam Nathalie Koussevitszky       |                                                                       |
| Tomás Marco Aragón               | 1987            | Symfonie nr. 4 Espacio quebrado                         |                                                                       |
| Miklós Maros                     | 1998            | Symfonie nr. 4                                          | première 23 maart 2000, Malmö symfoniorkester o.l.v. Michail Jurowski |
| John Marsh                       | 1788            | Symfonie nr. 4                                          | Onderdeel Chicester Symphonies                                        |
| Johann Paul Martini              | ?               | Symfonie nr. 4                                          | als onderdeel van anderen, voor strijkers                             |
| Jean Martinon                    | 1965            | Symfonie nr. 4                                          | première 30 december 1965                                             |
| Vasco Martins                    | 2001            | Symfonie nr. 4                                          |                                                                       |
| Bohuslav Martinů                 | 1945            | Symfonie nr. 4                                          |                                                                       |
| Tauno Marttinen                  | 1964            | Symfonie nr. 4 opus 31 Manalan linnut                   | première januari 2008                                                 |
| David Maslanka                   | 1993            | Symfonie nr. 4                                          |                                                                       |
| Shinichi Matsushita              | 1963            | Sinfonia "Vita" - Symfonie nr. 4                        |                                                                       |
| Aleksi Matsjavariani             | 1983            | Symfonie nr. 4                                          |                                                                       |
| David Matthews                   | 1990            | Symfonie nr. 4 opus 52                                  | première 28 mei 1991                                                  |
| David Maves                      |                 | Symfonie nr. 4                                          |                                                                       |
| Peter Maxwell Davies             | 1989            | Symfonie nr. 4                                          | première 10 september 1989                                            |
| Emilie Mayer                     | 1953            | Symfonie nr. 4 in b                                     |                                                                       |
| John McCabe                      | 1995            | Symfonie nr. 4 Of time and the river                    |                                                                       |
| Daniel McCarthy                  | 2007-2008       | Chamber Symphony nr. 4 "Towers of Power"                | ALBANY RECORDS TROY 1108                                              |
| Harl McDonald                    | 1937            | Symfonie nr. 4 Festival of the workers                  |                                                                       |
| William Thomas McKinley          | 1985            | Symfonie nr. 4                                          |                                                                       |
| Leopold Eugen Mechura            | ?               | Symfonie nr. 4                                          | als onderdeel van anderen                                             |
| Etienne Méhul                    | 1810            | Symfonie nr. 4                                          |                                                                       |
| Johan de Meij                    | 2013            | Symfonie nr. 4 "Symphonie der Lieder"                   | première 24 juli 2013 voor zangstem, kinderkoor en harmonieorkest     |
| Erkki Melartin                   | 1912            | Symfonie nr. 4 opus 80 Zomer                            |                                                                       |
| Arif Melikov                     | 1977            | Symfonie nr. 4 voor strijkorkest                        |                                                                       |
| Stephen Melillo                  | 2014            | Symfonie nr. 4 opus 1111 Lightfall                      | voor symfonieorkest en ballet                                         |
| Felix Mendelssohn                | 1831            | Symfonie nr. 4 opus 90 Italiaanse                       |                                                                       |
| Peter Mennin                     | 1948            | Symfonie nr. 4                                          |                                                                       |
| Friedrich Metzler                |                 | Symfonie nr. 4                                          |                                                                       |
| Arthur Meulemans                 | 1935            | Symfonie nr. 4                                          | voor blazers en slagwerk                                              |
| Krzysztof Meyer                  | 1973            | Symfonie nr. 4 opus 31                                  |                                                                       |
| Georges Migot                    | 1946-1947       | Symfonie nr. 4                                          |                                                                       |
| Darius Milhaud                   | 1948            | Symfonie nr. 4 opus 281 Revolutie 1848                  | première februari 1948                                                |
| Karel Miry                       | 1863            | Symfonie nr. 4                                          |                                                                       |
| Shuko Mizuno                     | 2003            | Symfonie nr. 4                                          |                                                                       |
| Nikolaj Mjaskovski               | 1918            | Symfonie nr. 4 opus 17                                  |                                                                       |
| Roderich Mojsisovics von Mojsvár |                 | Symfonie nr. 4                                          |                                                                       |
| Johann Baptist Moralt            | ?               | Symfonie nr. 4                                          | als onderdeel van anderen                                             |
| David Sidney Morgan              | 1957            | Symfonie nr. 4                                          |                                                                       |
| Saburo Moroi                     | 1951            | Symfonie nr. 4                                          | première maart 1952                                                   |
| Giovanni Felice Mosel            | ?               | Symfonie nr. 4                                          | als onderdeel van anderen                                             |
| Aleksandr Mosolov                | 1940            | Symfonie nr. 4 aan Lermontov                            |                                                                       |
| Alexander Moyzes                 | 1947            | Symfonie nr. 4 opus 38                                  |                                                                       |
| Leopold Mozart                   | ?               | Symfonie nr. 4                                          |                                                                       |
| Wolfgang Amadeus Mozart          | 1765            | Symfonie nr. 4 KV 19                                    |                                                                       |
| Thomas Molleson Mudie            | ?               | Symfonie nr. 4                                          |                                                                       |
| Herman Mulder                    | 1961            | Symfonie nr. 4                                          | Onderscheiden in Brussel                                              |
| Wenzel Müller                    | ?               | Symfonie nr. 4                                          | Als onderdeel van anderen                                             |

## N
| Componist            | Jaar voltooiing | Volledige titel                          |                     |
| -------------------- | --------------- | ---------------------------------------- | ------------------- |
| Rodney Newton        | 1975            | Symfonie nr. 4                           |                     |
| Carl Nielsen         | 1916            | Symfonie nr. 4                           |                     |
| Anders Nilsson       | 2016            | Symfonie nr. 4                           |                     |
| Pehr Henrik Nordgren |                 | Symfonie nr. 4                           |                     |
| Feliks Nowowiejski   | 1941            | Symfonie nr. 4 "Symfonia pokoju", op. 58 |                     |
| Per Nørgård          | 1981            | Symfonie nr. 4                           | première 31-10-1981 |
| Frank Nuyts          | 2005            | Symfonie nr. 4 - "Brandgang"             |                     |
| Gösta Nystroem       | 1952            | Symfonie nr. 4                           | première 4-11-1952  |

## O
| Componist              | Jaar voltooiing | Volledige titel                                   |                                                             |
| ---------------------- | --------------- | ------------------------------------------------- | ----------------------------------------------------------- |
| Aleksandar Obradović   | 1972            | Symfonie nr. 4                                    | geen discografie                                            |
| Krsto Odak             | 1965            | Symfonie nr. 4                                    | waarschijnlijk onvoltooid                                   |
| Galina Oestvolskaja    | 1987            | Symfonie nr. 4 Gebed                              | première 24 juni 1988                                       |
| Arne Oldberg           | 1939            | Symfonie nr. 4                                    | première 31 december 1942                                   |
| Juan Orrego-Salas      | 1966            | Symfonie nr. 4 "de la respuesta lejana,", opus 59 | geen discografie                                            |
| Léon Orthel            | 1949            | Symfonie nr. 4 opus 32 Sinfonia concertante       | première 15 november 1950 Ter nagedachtenis aan zijn moeder |
| Leroy Ostransky        | 1975            | Symfonie nr. 4 - American                         | première 23 oktober 1975                                    |
| David Ott              | 1994            | Symfonie nr. 4                                    |                                                             |
| Viacheslav Ovchinnikov | 1986            | Symfonie nr. 4                                    | voor koor en orkest                                         |

## P
| Componist               | Jaar voltooiing | Volledige titel                                 | Opmerking                                         |
| ----------------------- | --------------- | ----------------------------------------------- | ------------------------------------------------- |
| Tadeusz Paciorkiewicz   | 1992            | Symfonie nr. 4                                  |                                                   |
| Andrzej Panufnik        | 1973            | Symfonie nr. 4 Sinfonia concertante             |                                                   |
| Gen Louis Parchman      | 1971            | Symfonie nr. 4 voor slagwerk/percussie ensemble |                                                   |
| Charles Hubert Parry    | 1889            | Symfonie nr. 4                                  | première 1 juli 1889                              |
| Boris Parsadanian       | 1966            | Symfonie nr. 4                                  | geen discografie                                  |
| Arvo Pärt               | 2008            | Symfonie nr. 4                                  | première 10 januari 2009                          |
| Gustaf Paulson          | 1947            | Symfonie nr. 4 Uppståndelse                     | geen discografie                                  |
| Paul Paviour            | 1972            | Symfonie nr. 4                                  | geen discografie                                  |
| Alla Pavlova            | 2003            | Symfonie nr. 4                                  |                                                   |
| Sergej Pavlenko         | 1985            | Symfonie nr. 4                                  | geen discografie                                  |
| Nikolaj Peiko           | 1965            | Symfonie nr. 4                                  |                                                   |
| Krzysztof Penderecki    | 1989            | Symfonie nr. 4                                  | première 26 november 1989                         |
| Julia Amanda Perry      | 1964            | Symfonie nr. 4                                  |                                                   |
| Vincent Persichetti     | 1951            | Symfonie nr. 4 opus 51                          |                                                   |
| Wilhelm Peterson-Berger | 1929            | Symfonie nr. 4 Holmia                           |                                                   |
| Allan Pettersson        | 1959            | Symfonie nr. 4                                  | première 27 januari 1961                          |
| John Pickard            | 1991-2004       | Gaia Symphony (Symfonie nr. 4) voor brassband   | première 10 juli 2005                             |
| Daniel Pinkham          | 1990            | Symfonie nr. 4                                  |                                                   |
| Lyubomir Pipkov         | 1970            | Symfonie nr. 4 Symfonie voor strijkers          |                                                   |
| Walter Piston           | 1950            | Symfonie nr. 4                                  |                                                   |
| Ignaz Pleyel            | ?               | Symfonie nr. 4                                  |                                                   |
| Marcel Poot             | 1970            | Symfonie nr. 4                                  | première: 5 november 1971                         |
| Gavriil Popov           | 1949            | Symfonie nr. 4 Eer aan het Moederland           | geen discografie                                  |
| Cipriani Potter         | rond 1835       | Symfonie nr. 4                                  | geen discografie                                  |
| Florence Price          | na 1940         | Symfonie nr. 4                                  |                                                   |
| Claudio Prieto          | 2006            | Symfonie nr. 4 Martín y Soler                   | première 23 februari 2007                         |
| Sergej Prokofjev        | 1930 1947       | Symfonie nr. 4 opus 47 Symfonie nr. 4 opus 112  | première 30 november 1930 première 5 januari 1957 |
| Kevin Puts              | 2007            | Symfonie nr. 4 From mission San Juan            | première augustus 2007                            |

## R
| Componist                           | Jaar voltooiing | Volledige titel                                |                                                            |
| ----------------------------------- | --------------- | ---------------------------------------------- | ---------------------------------------------------------- |
| Jaan Rääts                          | 1959            | Symfonie nr. 4 opus 13 De Kosmische            |                                                            |
| Sergej Rachmaninov                  | 1936            | Symfonie nr. 3 opus 44                         | Hij componeerde een jeugdsymfonie première 6 november 1936 |
| Antanas Račiūnas                    | 1960            | Symfonie nr. 4                                 |                                                            |
| Joachim Raff                        | 1871            | Symfonie nr. 4 opus 167                        |                                                            |
| Kaljo Raid                          | 1997            | Symfonie nr. 4 Postmoderne symfonie            |                                                            |
| Yves Ramette                        | 1951            | Symfonie nr. 4                                 | première 17 oktober 1951                                   |
| Primož Ramovš                       | 1968            | Symfonie nr. 4 Sinfonia '68                    |                                                            |
| Ture Rangström                      | 1936            | Symfonie nr. 4 Invocatio                       | première 20 november 1936                                  |
| Günter Raphael                      | 1947            | Symfonie nr. 4                                 |                                                            |
| Einojuhani Rautavaara               | 1962            | Symfonie nr. 4 Arabescata                      |                                                            |
| Gardner Read                        | 1958            | Symfonie nr. 4 opus 92                         | première 30 januari 1970                                   |
| Herman Rechberger                   | 2005            | Symfonie nr. 4 Kaba                            |                                                            |
| Alfred Reed                         | 1992            | Symfonie nr. 4                                 |                                                            |
| Antonín Rejcha                      | ?               | Symfonie nr. 4                                 |                                                            |
| Antanas Rekašius                    | 1970            | Symfonie nr. 4                                 |                                                            |
| Alvidas Remesa                      | 1999            | Symfonie nr. 4 Ecce Homo                       |                                                            |
| Emil Nikolaus von Rezniček          | 1919            | Symfonie in f mineur                           | première 25 oktober 1920                                   |
| Wallingford Riegger                 | 1956            | Symfonie nr. 4 opus 63                         |                                                            |
| Ferdinand Ries                      | 1818            | Symfonie nr. 4 opus 110                        |                                                            |
| Knudåge Riisager                    | 1939/1940       | Sinfonia gaia Symfonie nr. 4 opus 38           | première 24 oktober 1940                                   |
| Anthony Ritchie                     | 2013            | Symfonie nr. 4 opus 170                        | première 22 februari 2014                                  |
| Jean Rivier                         | ?               | Symfonie nr. 4                                 |                                                            |
| George Rochberg                     | 1976            | Symfonie nr. 4                                 |                                                            |
| Ludomir Michał Rogowski (1881-1954) | 1943            | Symfonie nr. 4                                 |                                                            |
| Julius Röntgen                      | ?               | Symfonie nr. 4                                 |                                                            |
| Joseph Guy Ropartz                  | 1910            | Symfonie nr. 4                                 |                                                            |
| Ned Rorem                           | 1985            | String Symphony                                |                                                            |
| Hilding Rosenberg                   | 1940            | Symfonie nr. 4 opus 87 Openbaring van Johannes | première 6 december 1940                                   |
| Arnold Rosner                       | 1964            | Symfonie nr. 4 opus 29                         |                                                            |
| Albert Roussel                      | 1934            | Symfonie nr. 4                                 |                                                            |
| Edmund Rubbra                       | 1941            | Symfonie nr. 4 opus 53                         |                                                            |
| Marcel Rubin                        | 1945            | Symfonie nr. 4                                 |                                                            |
| Anton Rubinstein                    | 1877            | Symfonie nr. 4 opus 95                         | première april 1877                                        |
| Poul Ruders                         | 2010            | Symfonie nr. 4                                 | première 20 januari 2011                                   |
| Joseph Ryelandt                     | 1912            | Symfonie nr. 4 opus 55                         |                                                            |
| Terje Rypdal                        | 1986            | Symfonie nr. 4 opus 35                         |                                                            |

## S
| Componist                    | Jaar voltooiing | Volledige titel                                               |                                                                             |
| ---------------------------- | --------------- | ------------------------------------------------------------- | --------------------------------------------------------------------------- |
| Harald Sæverud               | 1937            | Symfonie nr. 4 opus 11                                        |                                                                             |
| Lauri Saikkola               | ?               | Symfonie nr. 4                                                |                                                                             |
| Joseph-Barnabé Saint-Sevin   | ca. 1753        | Symfonie nr. 4                                                | onderdeel van zes symfonieën voor viool en een bas                          |
| Aulis Sallinen               | 1979            | Symfonie nr. 4 opus 49                                        | première 29 augustus 1979                                                   |
| Vadim Salmanov               | 1972            | Symfonie nr. 4                                                |                                                                             |
| Erkki Salmenhaara            | 1972            | Symfonie nr. 4 Nel mezzo del cammin di nostra vita            | première 13 oktober 1972 Filharmonisch Orkest van Helsinki o.l.v. componist |
| Lazare Saminsky              | ?               | Symfonie nr. 4                                                |                                                                             |
| Giovanni Battista Sammartini | ?               | ongenummerde symfonie 4                                       |                                                                             |
| Adolphe Samuel               | 1863            | Symfonie nr. 4                                                |                                                                             |
| Gunna Sandberg               | 2006            | Symfonie nr. 4 Sinfonia ricercare                             |                                                                             |
| Mordecai Sandberg            | 1944-1959       | Symfonie nr. 4                                                |                                                                             |
| Hermann Sandby               | 1955            | Symfonie nr. 4                                                |                                                                             |
| Claudio Santoro              | 1954            | Symfonie nr. 4 Vrede                                          |                                                                             |
| Henri Sauget                 | 1971            | Symfonie nr. 4 Du troisiè âge                                 |                                                                             |
| Ahmed Adnan Saygun           | 1974            | Symfonie nr. 4 opus 53                                        |                                                                             |
| Franz Schmidt                | 1933            | Symfonie nr. 4                                                |                                                                             |
| Thomas Schmidt-Kowalski      | 2004            | Symfonie nr. 4 opus 96                                        |                                                                             |
| Friedrich Schneider          | 1802            | Symfonie nr. 4                                                | als deel van 23 stuks                                                       |
| Alfred Schnittke             | 1984            | Symfonie nr. 4                                                | première 12 april 1984                                                      |
| Stig Gustav Schönberg        | 2004            | Symfonie nr. 4 opus 182                                       |                                                                             |
| Karel de Schrijver           | ?               | Symfonie nr. 4                                                |                                                                             |
| Franz Schubert               | 1816            | Symfonie nr. 4 Tragisch                                       | D417                                                                        |
| Ervín Schulhoff              | 1937            | Symfonie nr. 4 opus 88 Spaanse                                |                                                                             |
| William Schuman              | 1941            | Symfonie nr. 4                                                | première 22 januari 1942                                                    |
| Robert Schumann              | 1841            | Symfonie nr. 4 opus 120                                       |                                                                             |
| Cyril Scott                  | 1952            | Symfonie nr. 4                                                |                                                                             |
| Humphrey Searle              | 1962            | Symfonie nr. 4                                                |                                                                             |
| Leif Segerstam               | 1981            | Symfonie nr. 4                                                | première 28 augustus 1982                                                   |
| Johanna Senfter              | ?               | Symfonie nr. 4 opus 50                                        |                                                                             |
| Roger Sessions               | 1958            | Symfonie nr. 4                                                |                                                                             |
| Jean Sibelius                | 1911            | Symfonie nr. 4 opus 63                                        | première 3 april 1911                                                       |
| Elie Siegmeister             | 1970            | Symfonie nr. 4                                                |                                                                             |
| Roberto Sierra               | 2009            | Symfonie nr. 4                                                | première 1 oktober 2009                                                     |
| Valentin Silvestrov          | 1976            | Symfonie nr. 4                                                |                                                                             |
| Robert Simpson               | 1972            | Symfonie nr. 4                                                | première 26 april 1973                                                      |
| Christian Sinding            | 1936            | Symfonie nr. 4 opus 128 Winter en lente                       |                                                                             |
| Tolibon Sjakjidi             | 1985            | Symfonie nr. 4                                                |                                                                             |
| Vissarion Sjebalin           | 1935            | Symfonie nr. 4 opus 24 Helden van Perekop                     |                                                                             |
| Vladimir Sjerbatsjov         | 1935            | Symfonie nr. 4 Isjorsk                                        |                                                                             |
| Dmitri Sjostakovitsj         | 1935            | Symfonie nr. 4 opus 43                                        | première 30 december 1961                                                   |
| Yngve Sköld                  | 1966            | Symfonie nr. 4 opus 66                                        | premier 6 november 1974                                                     |
| Aleksandr Skrjabin           | 1908            | Symfonie nr. 4 opus 54 Le poème de l'extase                   |                                                                             |
| Adolf Skulte                 | 1965            | Symfonie nr. 4 Jeugd                                          |                                                                             |
| Sergej Slonimski             | 1982            | Symfonie nr. 4                                                |                                                                             |
| Dmitri Smolsky               | ?               | Symfonie nr. 4                                                |                                                                             |
| Ragnar Söderlind             | 1990            | Symfonie nr. 4 opus 50                                        |                                                                             |
| Vladimir Soltan              | ?               | Symfonie nr. 4                                                |                                                                             |
| Leo Sowerby                  | 1947            | Symfonie nr. 4                                                |                                                                             |
| Louis Spohr                  | 1835            | Symfonie nr. 4 opus 86 Die Weihe der Töne                     |                                                                             |
| Johann Stamitz               | ?               | Symfonie                                                      | in ongenummerde reeks                                                       |
| Charles Villiers Stanford    | 1889            | Symfonie nr. 4 opus 31                                        |                                                                             |
| Jevgeni Stankovitsj          | 1977            | Symfonie nr. 4 Sinfonia lirica                                |                                                                             |
| Christopher Steel            | 1968            | Symfonie nr. 4                                                |                                                                             |
| Peter Pindar Stearns         | ?               | Symfonie nr. 4                                                | niet gepubliceerd                                                           |
| Leon Stein                   | 1974            | Symfonie nr. 4                                                |                                                                             |
| Maximilian Steinberg         | 1933            | Symfonie nr. 4 Turksib                                        |                                                                             |
| Robert Still                 | 1964            | Symfonie nr. 4                                                |                                                                             |
| William Grant Still          | 1947            | Symfonie nr. 4                                                |                                                                             |
| Alan Stout                   | 1970            | Symfonie nr. 4                                                | première 15 april 1971                                                      |
| Richard Strauss              | 1915            | Alpensymfonie opus 64                                         | chronologisch zijn vierde                                                   |
| Igor Stravinski              | 1940            | Symfonie in C                                                 | chronologisch zijn vierde                                                   |
| Stjepan Sulek                | 1954            | Symfonie nr. 4                                                |                                                                             |
| Lepo Sumera                  | 1992            | Symfonie nr. 4 Serena Borealis                                |                                                                             |
| Johannes Suykerbuyk          | 1990            | Symfonie nr. 4 "Komu Dmitru" In memoriam Dmitri Sjostakovitsj | voor harmonieorkest                                                         |
| Boleslaw Szabelski           | 1957            | Symfonie nr. 4                                                |                                                                             |
| Karol Szymanowski            | 1932            | Symfonie nr. 4 opus 60 Symfonie concertante                   |                                                                             |

## T
| Componist                 | Jaar voltooiing | Volledige titel                           |                                   |
| ------------------------- | --------------- | ----------------------------------------- | --------------------------------- |
| Emil Tabakov              | 1997            | Symfonie nr. 4                            | première 26 maart 1998            |
| Josef Tal                 | 1998            | Symfonie nr. 4                            | geen discografie                  |
| Eino Tamberg              | 1998            | Symfonie nr. 4                            | geen discografie                  |
| Sergej Tanejev            | 1898            | Symfonie nr. 4 opus 12                    | ook wel bekend als symfonie nr. 1 |
| Alexandre Tansman         | 1939            | Symfonie nr. 4                            |                                   |
| Gleb Taranov              | ?               | Symfonie nr. 4                            | geen discografie                  |
| Svend Erik Tarp           | ?               | Symfonie nr. 4                            | geen discografie                  |
| Wilhelm Taubert           | ?               | Symfonie nr. 4                            | geen discografie                  |
| Ede Terény                | ?               | Symfonie nr. 4                            | geen discografie                  |
| Avet Terterian            | 1976            | Symfonie nr. 4                            | première 19 november 1976         |
| Mikis Theodorakis         | 1987            | Symfonie nr. 4 Ton Chorikon               |                                   |
| Johannes Paul Thilman     | 1954            | Symfonie nr. 4 opus 64                    | geen discografie                  |
| Francis Thorne            | ?               | Symfonie nr. 4 Waterloo Bridge            |                                   |
| Jevgeni Tikotski          | 1958            | Symfonie nr. 4 opus 58                    | geen discografie                  |
| Michael Tippett           | 1978            | Symfonie nr. 4                            | première 6 oktober 1977           |
| Boris Tisjtsjenko         | 1974            | Symfonie nr. 4 opus 61                    |                                   |
| Aleksandr Tsjerepnin      | 1957            | Symfonie nr. 4 opus 57                    |                                   |
| Ernst Toch                | 1957            | Symfonie nr. 4 opus 80                    |                                   |
| Bengt von Törne           | ?               | Symfonie nr. 4                            |                                   |
| Idar Torskangerpoll       | 2010            | Symfonie nr. 4 voor harmonieorkest        | première 19 juni 2010 in Larvik   |
| Charles Tournemire        | 1912-1913       | Symfonie nr. 4 opus 44 Pages symphoniques |                                   |
| Karmella Tsepkolenko      | 2004            | Symfonie nr. 4                            | geen discografie                  |
| Pjotr Iljitsj Tsjaikovski | 1878            | Symfonie nr. 4 opus 38                    | première 10 februari 1878         |
| Eduard Tubin              | 1943            | Symfonie nr. 4 Sinfonia Lirica            |                                   |
| Kalervo Tuukanen          | ?               | Symfonie nr. 4                            | geen discografie                  |
| Erkki-Sven Tüür           | 2002            | Symfonie nr. 4 Magma                      |                                   |

## U
| Componist               | Jaar voltooiing | Volledige titel           |                  |
| ----------------------- | --------------- | ------------------------- | ---------------- |
| Marius Moaritz Ulrfstad | ?               | Symfonie nr. 4 Skjebnetid | geen discografie |

## V
| Componist                | Jaar voltooiing | Volledige titel                                     | Opmerking                                    |
| ------------------------ | --------------- | --------------------------------------------------- | -------------------------------------------- |
| David van Vactor         | 1971            | "Walden" Symfonie nr. 4 voor gemengd koor en orkest |                                              |
| Fartein Valen            | 1949            | Symfonie nr. 4                                      |                                              |
| Johann Baptist Vanhal    | 1765            | Symfonie in D-majeur Bryan D2                       |                                              |
| Jef Van Hoof             | 1951            | Symfonie nr. 4 in B                                 | met een scherzo in 5/4 maat                  |
| Ralph Vaughan Williams   | 1934            | Symfonie nr. 4                                      | was eerst ongenummerd première 10 april 1935 |
| Carlos Heinrich Veerhoff | 1973            | Symfonie nr. 4                                      |                                              |
| Matthijs Vermeulen       | 1941            | Symfonie nr. 4 Les Victoires                        |                                              |
| Anatal Vieru             | 1982            | Symfonie nr. 4                                      |                                              |
| Heitor Villa-Lobos       | 1919            | Symfonie nr. 4 A Vittorio                           |                                              |
| Carl Vine                | 1993 1998       | Symfonie nr. 4 Symfonie nr. 4.2                     | première 23 mei 1993 première 1998           |
| Demis Visvikis           | 2012            | Symfonie nr. 4 Reminiscences                        |                                              |

## W
| Componist                       | Jaar voltooiing | Volledige titel                          |                                         |
| ------------------------------- | --------------- | ---------------------------------------- | --------------------------------------- |
| Bernard Wagenaar                | 1946-1949       | Symfonie nr. 4                           | première 13 maart 1960 15 december 1949 |
| Georg Christoph Wagenseil       | ?               | Symfonie nr. 4                           | in combinatie met andere                |
| Rune Wahlberg                   | 1959            | Symfonie nr. 4                           | première 13 maart 1960                  |
| Fried Walter                    | 1985            | Symfonie nr. 4                           | voor harmonieorkest                     |
| Robert Ward                     | 1958            | Symfonie nr. 4                           |                                         |
| John Webber                     | 1995            | Symfonie nr. 4                           |                                         |
| Karl Weigl                      | 1931            | Symfonie nr. 4                           |                                         |
| Mieczysław Weinberg             | 1957            | Symfonie nr. 4                           | première 16 oktober 1961                |
| Felix Weingartner               | ?               | Symfonie nr. 4 opus 61 Der Sturm         |                                         |
| Manfred Weiss                   | 1986            | Symfonie nr. 4                           |                                         |
| Dan Welcher                     | 2005            | Symfonie nr. 4 American Visionary        | voor concertband; 10 november 2005      |
| Waldemar Wellander              | 1955            | Symfonie nr. 4 Sinfonia grave            |                                         |
| Samuel Wesley                   | 1802            | Symfonie nr. 4                           |                                         |
| Christoph Ernst Friedrich Weyse | ?               | Symfonie nr. 4                           |                                         |
| Charles Marie Widor             | 1908            | Sinfonia sacra opus 81                   | orgelsymfonie                           |
| Ingvar Wieslander               | 1954            | Symfonie nr. 4 Sinfonia notturna         |                                         |
| Alberto Williams                | 1935            | Symfonie nr. 4 opus 98 Eli ataja-caminos |                                         |
| Malcolm Williamson              | 1977            | Symfonie nr. 4 Jubilee                   | waarschijnlijk nooit uitgevoerd         |
| Tomas Winter                    | 2001            | Symfonie nr. 4 När alle tre bär svart    |                                         |
| Peter von Winter                | ?               | Symfonie nr. 4                           |                                         |
| Robert Ian Winstin              | ?               | Symfonie nr. 4 Virtual Orchestra         |                                         |
| Dag Wirén                       | 1952            | Symfonie nr. 4 opus 27                   | première 30 november 1952               |
| Pierre Wissmer                  | 1962            | Symfonie nr. 4                           | première 5 november 1964 Bern           |
| Ernst Wilhelm Wolf              |                 | Symfonie nr. 4                           |                                         |
| Joseph Wood                     | 1980            | Symfonie nr. 4                           |                                         |
| William Wordsworth              | 1953            | Symfonie nr. 4 opus 54                   | première september 1954                 |
| Felix von Woyrsch               | ?               | Symfonie nr. 4                           |                                         |

## Y
| Componist          | Jaar voltooiing | Volledige titel                           | Opmerking                 |
| ------------------ | --------------- | ----------------------------------------- | ------------------------- |
| James Yannatos     | 1990            | Symfonie nr. 4 Plein van de Hemelse Vrede | première 24 april 1992    |
| Takashi Yoshimatsu | 2000            | Symfonie nr.4 opus 82                     | première 29 mei 2001      |
| Isang Yun          | 1986            | Symfonie nr. 4 Im Dunkeln singen          | première 13 november 1986 |

## Z
| Componist            | Jaar voltooiing | Volledige titel           |                          |
| -------------------- | --------------- | ------------------------- | ------------------------ |
| Jianer Zhu           | 1990            | Symfonie nr.4 6.4.2-1     |                          |
| Ellen Taaffe Zwilich | 1999            | Symfonie nr.4 The Gardens | première 5 februari 2000 |